# Konzum

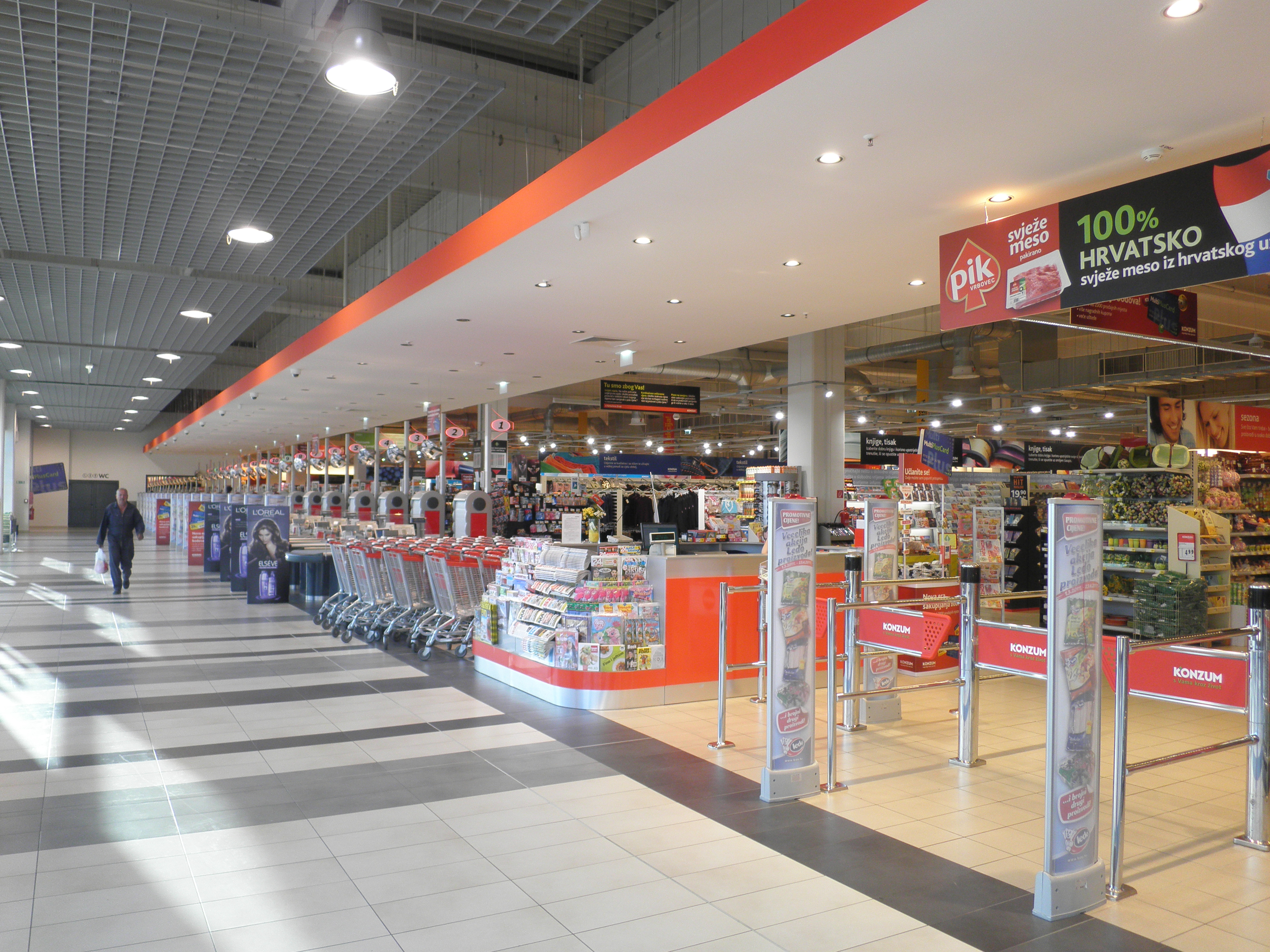
Supermarket Konzum w Splicie

Konzum – największa chorwacka sieć supermarketów. Posiada około 700 sklepów na terenie Chorwacji, Bośni i Hercegowiny i Serbii.

## Historia
Pierwszy sklep Konzum powstał w Zagrzebiu w 1957 roku. Na początku działalności sklep nazywał się
Unikonzum (1970-1995). W 1992 roku Unikonzum zgodne z prawem stał się spółką akcyjną. W lipcu 1994 roku sieć przejęła największa firma w Chorwacji, Agrokor, kupując pakiet kontrolny i stając się właścicielem większościowym.